# نانسي جولدسميث
نانسي جولدسميث (بالعبرية: ננסי גולדשמידט‏) هي لاعبة جمباز فني إسرائيلية، ولدت في 4 أغسطس 1966.

## وصلات خارجية
- نانسي جولدسميث على موقع الاتحاد الدولي للجمباز (biography) (الإنجليزية)
- نانسي جولدسميث على موقع اللجنة الأولمبية الدولية (الإنجليزية)
- نانسي جولدسميث على موقع أوليمبيديا (الإنجليزية)